# Azohouè-Cada
Azohouè-Cada ist eine Stadt und ein Arrondissement im Departement Atlantique in Benin. Es ist eine Verwaltungseinheit, die der Gerichtsbarkeit der Kommune Tori-Bossito untersteht.

## Demografie und Verwaltung
Gemäß der Volkszählung von 2013 hatte das Arrondissement 8543 Einwohner, davon waren 4219 männlich und 4324 weiblich.
Von den 58 Dörfern und Quartieren der Kommune Tori-Bossito entfallen neun auf Azohouè-Cada:
1. Azohoué-Cada Houngo
2. Azohoué-Cada Nord
3. Azohoué-Cada Sud
4. Azohouè-Cada Centre
5. Azongo
6. Gbèdakonou
7. Kétessa Agladji
8. Zoungbomè
9. Zounvessèhou